# Franz Ludwig Steiger

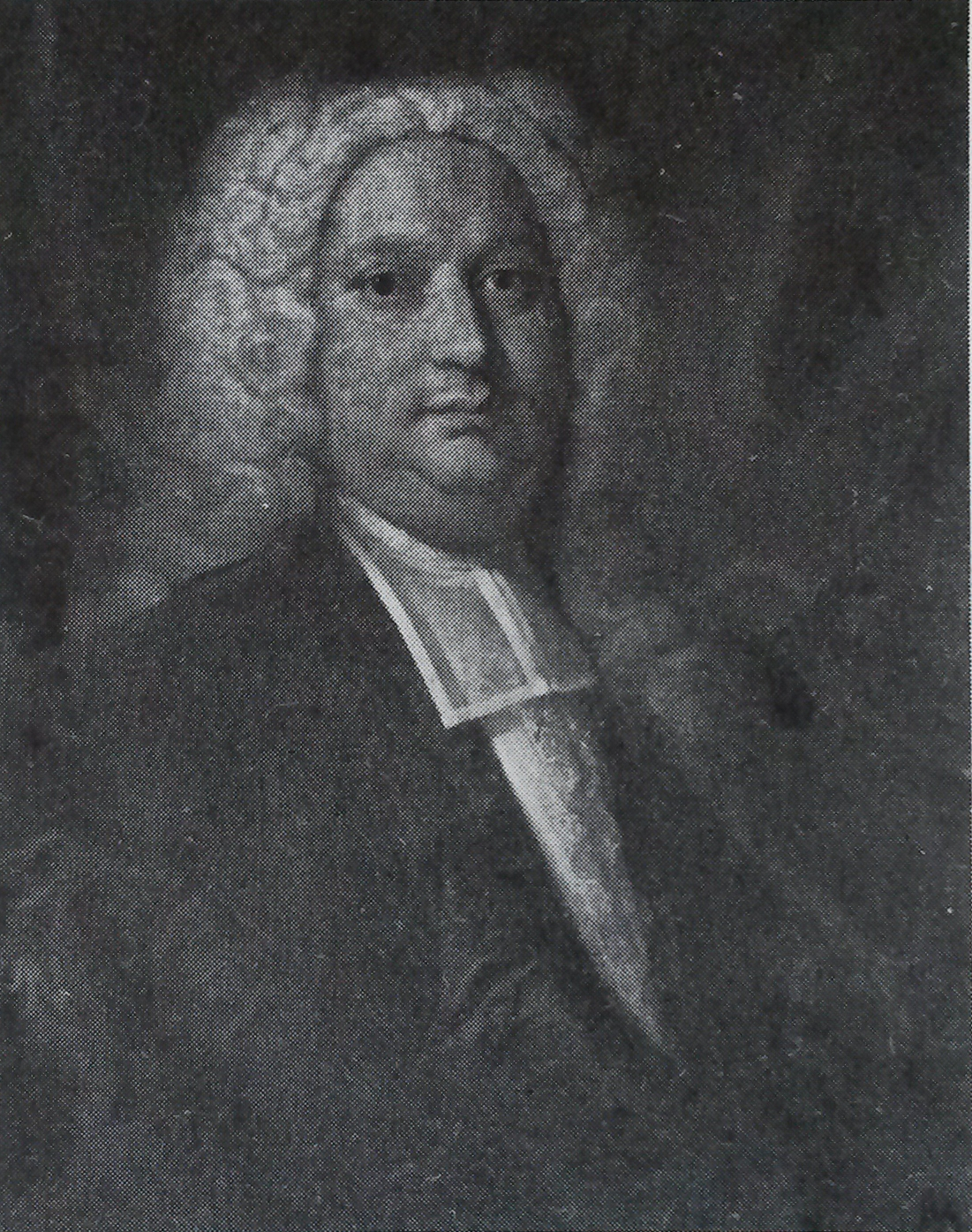
Franz Ludwig Steiger als Schultheiss des Äusseren Standes, anonymes Bildnis (1734)

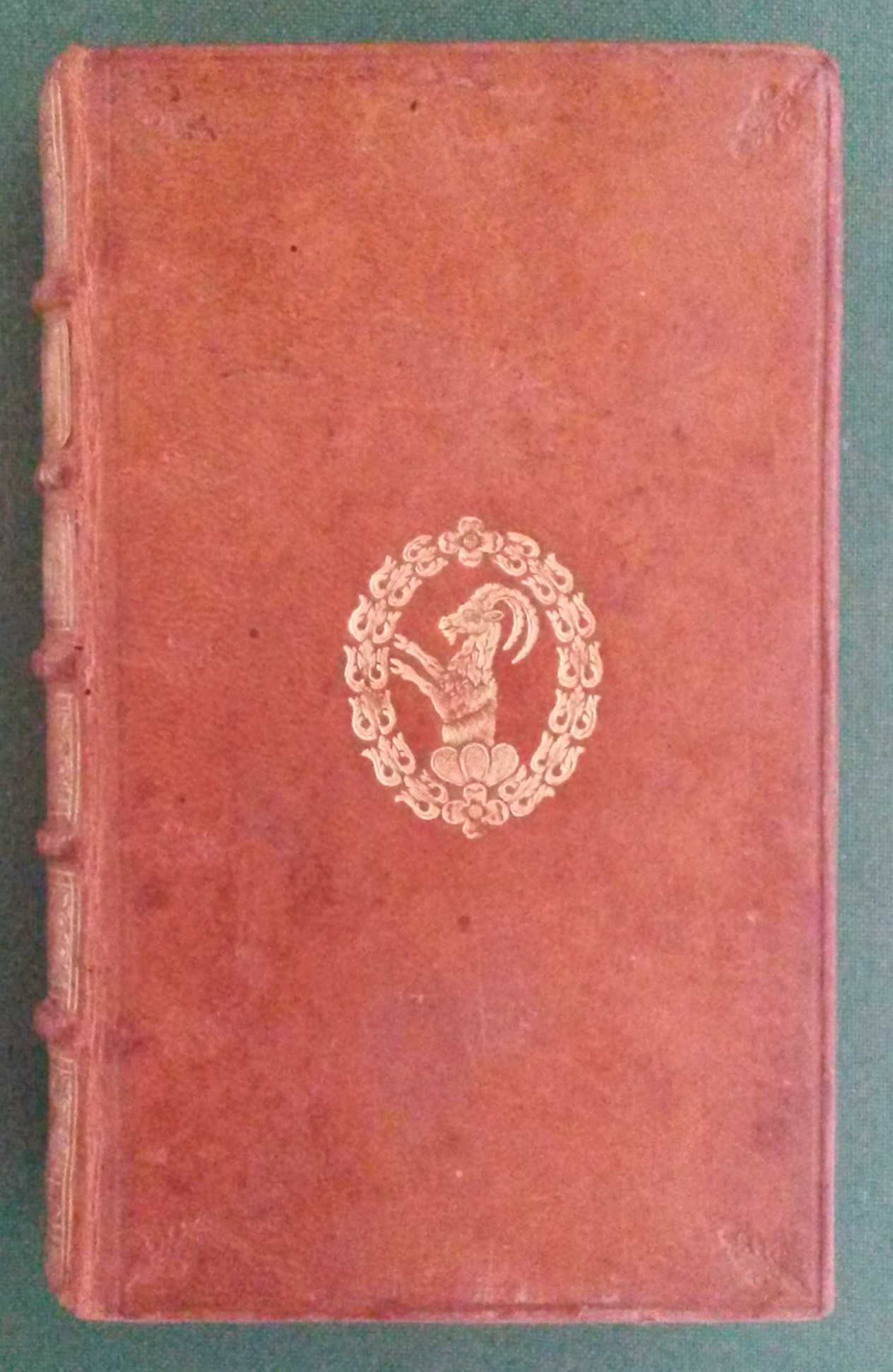
Supralibros für Franz Ludwig Steiger (um 1735)

Franz Ludwig Steiger (* 10. April 1704; † 29. März 1755) war eine bernische Magistratsperson.

## Leben
Franz Ludwig Steiger kam als Sohn des bernischen Schultheissen Isaak Steiger und der Anna Barbara Brun aus Neuchâtel zur Welt. Er war ab 1726 Bibliothekar der städtischen Bibliothek und 1727 Schultheiss des Äusseren Standes. 1729 amtete er als Stubenmeister der Gesellschaft zu Ober-Gerwern. Er gelangte 1735 in den bernischen Grossen Rat, amtete ab 1741 als Kastlan zu Wimmis, ab 1750 als Mitglied des Kleinen Rats und 1753 als Deutschseckelmeister.
Steiger besass das Schloss Allmendingen, welches er 1730 neu erbauen liess.